# Roccia (torrente)
Il Roccia è un torrente della provincia di Novara, affluente del fiume Sesia.

## Percorso
Il Roccia nasce a circa 500 m s.l.m. dalla Croce del Teso (741 m s.l.m.). Scorre verso sud ricevendo due piccoli affluenti: il torrente Roccia di Gibellina e il rio Baraggiotta.
Dopo aver inciso la sua vallata giunge nel territorio di Prato Sesia, dove sfocia nel fiume Sesia, dopo circa 5 km di corso.

## Caratteri idrologici
Il torrente presenta un carattere estremamente torrentizio con secche complete in estate e piene in autunno. La tabella sottostante raffigura la portata media secondo i dati dell'Autorità di bacino distrettuale del fiume Po.
| Roccia ponte strada Travesagna | Roccia c.na Baraggiotta | Roccia a Prato Sesia |
| ------------------------------ | ----------------------- | -------------------- |
| 0,12 m³/s                      | 0,26 m³/s               | 0,50 m³/s            |
| 0,35 m³/s                      | 0,40 m³/s               | 0,98 m³/s            |

La portata media annua è di 0,43 m³/s.